# トロピカル・ハウス
トロピカル・ハウス（英語: Tropical house、trop houseとも）とは、ディープ・ハウスのサブジャンルのひとつで、ダンスホールレゲエやバレアリック・ビートの要素を含むもののこと。このジャンルに関わりの深いアーティストは、トゥモローランド (音楽イベント)などのイベントで注目されることで知られる。このジャンルはトーマス・ジャック、カイゴ（ノルウェー）、マトマ（ノルウェー）、ロスト・フリクエンシーズ（ベルギー）, Seeb、クリンガンデ（Klingande）らによって知られるようになった。
トロピカル・ハウスの語は、もともとオーストラリアの音楽プロデューサーであるトーマス・ジャックの冗談だったが、注目を集めるようになった。「trouse」はデジタルシンセサイザーを用いたプログレッシブ・ハウスのビートとトランスを組み合わせたジャンルであり、トロピカル・ハウスとは混同しないよう注意が必要である。

## 歴史
2000年代の中盤から後半にかけて、ボブ・サンクラーやイヴ・ラロック（Yves Larock）がトロピカル・ハウスの特徴を持つトラックを国際的にヒットさせた。2012年、ユニコーン・キッド（Unicorn Kid）がトロピカル・ハウスの前身となる「トロピカル・レイヴ」を創り上げた。しかし、トロピカル・ハウスがダンスミュージックで流行となるのは、2013年にクラングカルッセル（Klangkarussell）の"Sun Don't Shine"や、カイゴやロビン・シュルツ（Robin Schulz）といった音楽プロデューサーの出現がきっかけであった。2014年から2015年にかけては、ロスト・フリクエンシーズ、フェリックス・ジェーン、アレックス・アデア、サム・フェルド（Sam Feldt）、バケルマット（Bakermat）、Faul & Wad Adらがトロピカル・ハウスでヒットを発表した。

## 特徴
トロピカル・ハウスはディープ・ハウスのサブジャンルである。そもそもディープ・ハウスはハウスミュージックのサブジャンルなので、トロピカル・ハウスにも、シンセサイザーや4つ打ちのドラムパターンなど、ハウスミュージックの特徴がみられる。トロピカルハウスは、非常にダークなサウンドになりがちなディープハウスとは一線を画し、より高揚感がありリラックスできるサウンドが特徴である。トロピカル・ハウスはおよそ110から115 BPMと、ディープ・ハウスよりも少し遅い。また、スティールパン、マリンバ、ギター、サクソフォーン、パンパイプなどの熱帯の楽器の音がよく使われたり、ジャマイカの音楽であるen:Dembowのリズムパターンが使われたりする。